# Neighborhoods
Neighborhoods ist das sechste Studioalbum der US-amerikanischen Pop-Punk-Band blink-182 aus dem Jahr 2011. Es ist das erste Album, das nach der Neugründung 2009 erschienen ist.

## Entstehung und Stil
Die Aufnahmen zu Neighborhoods gestalteten sich als unorthodox und schwierig; die Veröffentlichung – bereits 2009 ließ die Band verlauten an einem neuen Album zu arbeiten – wurde mehrfach verschoben. Vor allem auf Drängen von DeLonge arbeitete die Band in separaten Studios in San Diego (DeLonge) und Los Angeles (Hoppus und Barker) und tauschte Ideen und Aufnahmen via E-Mail und Managern aus. Hintergrund dieser Arbeitsweise waren die zahlreichen anderweitigen Verpflichtungen der Band: DeLonge war nach wie vor in Angels & Airwaves aktiv, Barker arbeitete parallel an einem Soloalbum und Hoppus musste für die Moderation einer Fernsehshow einmal pro Woche nach New York reisen. Rückblickend betrachtet die Band diese Arbeitsweise negativ, da sie zu einem Verlust von Einheit innerhalb der gerade erst wieder vereinten Band geführt hat. Die folgende EP Dogs Eating Dogs wurde wieder gemeinsam in einem Studio aufgenommen.
Die Texte befassen sich acht Jahre nach dem letzten Album weniger mit den sonst für Pop-Punk typischen Themen als vielmehr mit ernsten Themen wie z. B. dem Tod („Ghost on the Dance Floor“), der Liebe („Love is Dangerous“) oder auch zwischenmenschliche Beziehungen („After Midnight“). Ein solcher Sinneswandel kam unter anderem durch den Flugzeugabsturz des Schlagzeugers Travis Barker zustande, der diesen 2008 als einziger mit DJ Adam Goldstein schwer verletzt überlebte.
Musikalisch gleicht es den vorherigen Alben überwiegend, musikalische Einflüsse von Angels & Airwaves und +44 sind jedoch hörbar. Die Produktion des Albums erfolgte diesmal in Eigenregie, da der Produzent vergangener Alben, Jerry Finn, im Jahre 2008 einer Gehirnblutung erlag.

## Titelliste

### Original
1. Ghost on the Dance Floor – 4:18
2. Natives – 3:55
3. Up All Night – 3:20
4. After Midnight – 3:27
5. Heart’s All Gone – 3:15
6. Wishing Well – 3:20
7. Kaleidoscope – 3:53
8. This Is Home – 2:47
9. MH 4.18.2011 – 3:27
10. Love Is Dangerous – 4:26

### Deluxeversion
1. Ghost on the Dance Floor – 4:18
2. Natives – 3:55
3. Up All Night – 3:20
4. After Midnight – 3:27
5. Snake Charmer – 4:27
6. Heart’s All Gone Interlude – 2:02
7. Heart’s All Gone – 3:15
8. Wishing Well – 3:20
9. Kaleidoscope – 3:53
10. This Is Home – 2:47
11. MH 4.18.2011 – 3:27
12. Love Is Dangerous – 4:26
13. Fighting the Gravity – 3:42
14. Even If She Falls – 3:00

## Singleauskopplungen
Die erste Singleauskopplung heißt Up All Night und wurde am 14. Juli 2011 erstmals auf der Website und im amerikanischen Radio KROQ ausgestrahlt sowie einen Tag später veröffentlicht. Ursprünglich sollte es schon 2009 erscheinen. Als zweite und letzte Single folgte Heart’s All Gone am 4. August 2011.
Singles in den Charts

| Jahr          | Titel            | Höchstplatzierung, Gesamtwochen, AuszeichnungChartplatzierungen (Jahr, Titel, , Platzierungen, Wochen, Auszeichnungen, Anmerkungen) | Höchstplatzierung, Gesamtwochen, AuszeichnungChartplatzierungen (Jahr, Titel, , Platzierungen, Wochen, Auszeichnungen, Anmerkungen) | Höchstplatzierung, Gesamtwochen, AuszeichnungChartplatzierungen (Jahr, Titel, , Platzierungen, Wochen, Auszeichnungen, Anmerkungen) | Höchstplatzierung, Gesamtwochen, AuszeichnungChartplatzierungen (Jahr, Titel, , Platzierungen, Wochen, Auszeichnungen, Anmerkungen) | Höchstplatzierung, Gesamtwochen, AuszeichnungChartplatzierungen (Jahr, Titel, , Platzierungen, Wochen, Auszeichnungen, Anmerkungen) | Anmerkungen                             |
| Jahr          | Titel            | DE | AT | CH | UK | US | Anmerkungen                             |
| ------------- | ---------------- | --- | --- | --- | --- | --- | --------------------------------------- |
| 2011          | Up All Night     | — | — | — | UK48 (1 Wo.)UK | US65 (2 Wo.)US | Erstveröffentlichung: 15. Juli 2011     |
| 2011          | Heart’s All Gone | — | — | — | — | — | Erstveröffentlichung: 4. August 2011    |
| Promo-Singles |                  | | | | | |                                         |
|               |                  | | | | | |                                         |
| 2011          | After Midnight   | — | — | — | — | US88 (1 Wo.)US | Erstveröffentlichung: 6. September 2011 |
| 2011          | Wishing Well     | — | — | — | — | — | Erstveröffentlichung: 21. November 2011 |

## Tour
Blink-182 tourte seit August 2011 (Honda Civic Tour mit My Chemical Romance als Co-Headliner), zehn Jahre nach ihrer ersten eigenen Headliner-Tour.

## Rezeption
„Eingelegt und durchgehört hinterlässt es aber ein wohliges Gefühl. Dieser Longplayer ist ein Konglomerat aus dem, was Hoppus und DeLonge über die Jahre hinweg musikalisch vom Stapel gelassen haben.“

„Und, je nach Auslegung, welch Wunder oder Frevel: Schon wieder klingen Blink-182 ein Stückchen erwachsener. Das liegt nicht nur an der musikalischen Weiterentwicklung der Band, die 2011 progressiver und durchdachter, aber dennoch punkig, rockig und tanzbar klingt, sondern in erster Linie an den Themen des Albums.“

„Do not expect to see Blink-182 streaking through the Nineties-nostalgia party.[…] It’s like Stifler from American Pie went all Revolutionary Road on our ass.“

## Kommerzieller Erfolg

### Chartplatzierungen
| ChartsChartplatzierungen       | Höchstplatzierung | Wochen |
| ------------------------------ | ----------------- | ------ |
| Deutschland (GfK)              | 6 (5 Wo.)         | 5      |
| Österreich (Ö3)                | 7 (4 Wo.)         | 4      |
| Schweiz (IFPI)                 | 11 (5 Wo.)        | 5      |
| Vereinigte Staaten (Billboard) | 2 (14 Wo.)        | 14     |
| Vereinigtes Königreich (OCC)   | 6 (5 Wo.)         | 5      |

### Auszeichnungen für Musikverkäufe
| Land/Region                  | Auszeichnungen für Musikverkäufe (Land/Region, Auszeichnung, Verkäufe) | Verkäufe |
| ---------------------------- | ---------------------------------------------------------------------- | -------- |
| Vereinigtes Königreich (BPI) | Gold                                                                   | 100.000  |
| Insgesamt                    | 1× Gold ·                                                              | 100.000  |